# Подофилија
Подофилија је израз за специфичну парафилију која се исказује кроз фиксацију према ножним прстима, табанима, облицима стопала и разним стварима везаним уз стопала у сврху постизања сексуалног задовољавања. То је најчешћи облик сексуалног фетишизма. Подофилија је дефинисана као повећано полно занимање за стопала или обућу. Претежно ју имају мушкарци (предмет обожавања женска стопала или обућа). За фетишиста на атрактивност стопала дјелују њихова величина и облик (као и величина и облик прстију), изглед ноктију (величина, (не)лакираност), (не)постојање разноразних украса (наруквице на глежњу, педикир), (не)покривеност (боса, у чарапама, у најлонкама, у јапанкама, у штиклама итд.), мирис итд. Фетишизам се очитује у љубљењу, лизању, мирисању, масирању, њушкању, голицању итд. стопала и обуће, сисању ножних прстију, уживању у гажењу итд. У сврху процјене релативне учесталости фетишизма, група истраживача болоњског Универзитета обавила је интернет истраживање. Прегледали су 381 расправу о фетишима. Укупно је у њима учествовало најмање 5000 људи. Установљено је да већина фетишиста има фетиш на дијелове тијела и предмете везане уз дијелове тијела (33% и 30% респективно). Међу онима који преферирају дијелове тијела, стопала и прсти су предмет обожавања већине, њих 47%. Већина оних који преферирају предмете (64%) имају за предмет обожавања обућу (ципеле, чизме итд). У августу 2006. АОЛ је објавио базу података претраживања својим претплатницима. У поретку оних израза који укључују ријеч „фетиш," најчешће је у потраживању онај на стопала. Неки истраживачи су претпоставили да је раст заступљености подофилије узрокован настајањем епидемија полно преносивих болести. У једној студији др Џејмса Ђанија с Универзитета државе Охајо, установљено је да се повећано занимање за стопала као полни објекат појавило током епидемија гонореје у 12. вијеку и сифилиса у 16. и 19. У истом истраживању, учесталост подофилије у порнографији је измјерена у интервалу од 30 година. Повећање је уочено током епидемије АИДС-а. У тим случајевима, подофилија је сигурна алтернатива сношају. Међутим, истраживачи су примијетили да се те епидемије догађају у периодима веће еманципације жена. Полно концентрисање на женска стопала одраз је доминантнијег положаја жене у полним и друштвеним односима. Први познати помен подофилије је из 1220. На интернету постоји сајт гдје се објављују порнографски подофилски радови - Foot Fetish Tube.